# Смирнов, Алексей Иванович
Алексей Иванович Смирнов — советский военный, государственный и политический деятель, генерал-лейтенант.

## Биография
Родился в 1919 году в селе Калейкино. Член КПСС.
С 1937 года — на хозяйственной, общественной и политической работе. В 1937—1939 гг. — курсант Рязанского артиллерийского училища.
Участник советско-финской войны, командир взвода управления артиллерии.
Участник Великой Отечественной войны, командир батареи, начальник штаба 27-й гвардейской миномётной Краснознамённой бригады, помощник начальника штаба артиллерии Ленинградского фронта; инспектор, старший инспектор отдела ВУЗов Ленинградского военного округа, слушатель Общевойсковой академии имени М. В. Фрунзе, начальник курса 2-го факультета Ростовского высшего артиллерийского инженерного училища, руководитель объекта «С» в Министерстве среднего машиностроения, начальник Семипалатинского ядерного государственного испытательного полигона, начальник Управления специальных программ при Правительстве РСФСР, руководитель группы советников начальника 12-го Главного управления Министерства обороны Российской Федерации.
Являлся депутатом Верховного Совета Казахской ССР 9-го созыва.
Умер в Москве в 2007 году.

## Награды
- Орден Дружбы (1 апреля 1995 года) — за многолетнюю плодотворную работу по патриотическому воспитанию молодёжи, социальной защите ветеранов и укреплению дружбы между народами[1]